# Comité Paralímpico de Guinea
El Comité Paralímpico de Guinea es el comité paralímpico nacional que representa a Guinea. Esta organización es la responsable de las actividades deportivas paralímpicas en el país. Es miembro del Comité Paralímpico Internacional y del Comité Paralímpico Africano.